# Teatro romano di Magonza
Il teatro romano di Magonza, nella Renania-Palatinato (anticamente Mogontiacum), fu portato alla luce alla fine degli anni '90. Si trova immediatamente accanto alla stazione ferroviaria e un tempo era il più grande teatro romano a nord delle Alpi, con un diametro di 116 metri, una larghezza del palcoscenico di 42 metri e una capacità di circa 10.000 persone.

## Storia
Mogontiacum doveva la sua importanza alla sua posizione nel punto d'incontro dei fiumi Meno e Reno. La città forniva una comoda base per la difesa del vicino confine dell'Impero romano, i lime e per l'organizzazione di campagne militari contro i Germani. Di conseguenza, nel 13/12 a.C. fu costruito un doppio campo legionario sul sito, che rimase operante fino a qualche tempo dopo l'anno 350. 
Nel corso del tempo si sviluppò anche un insediamento civile (vicus), che divenne la capitale della provincia della Germania superiore appena creata intorno all'anno 80. In questa città fu costruito un teatro romano, che probabilmente era strettamente associato ai giochi funerari in onore di Druso. Dal 9 a.C., si tenevano parate militari (decursio militum) in onore di Druso nel suo cenotafio, il Drususstein, a soli 340 metri dal teatro. Di conseguenza, il teatro potrebbe essere stato utilizzato per la cerimonia del ringraziamento (supplicatio) dalle rappresentanze delle sessanta comunità galliche locali (Galliarum civitates) in onore di Druso. Svetonio menziona un teatro a Mogontiacum nel suo racconto di eventi dell'anno 39. Probabilmente la struttura in pietra attualmente visibile era stata preceduta da una in legno. 
Il teatro era il più grande teatro romano a nord delle Alpi, con circa 10.000 posti. Il diametro dell'area era di 116 metri e la larghezza del palcoscenico di 42 metri. Dopo la costruzione delle mura della città, a metà del IV secolo, per le quali fu usata la pietra prelevata dal teatro, questo fu lasciato fuori dall'area murata e cadde in rovina. Sempre più pietre del teatro furono portate via per essere riutilizzate in nuovi progetti di costruzione. 
Le enormi volte del teatro sopravvissero per alcuni secoli. A partire dal VI secolo furono usate come necropoli per le sepolture da parte dei monasteri circostanti, in particolare San Nikomede (che non esiste più). Tombe associate a questo periodo sono state trovate negli scavi recenti. 
Il teatro è menzionato per l'ultima volta nell'XI secolo. Gozwin ne scrisse nel suo "Passio sancti Albani Martyris Moguntini". 
Durante la costruzione della cittadella di Magonza, a metà del XVII secolo, l'area fu completamente livellata. Gli ultimi resti visibili della muratura scomparvero e il teatro venne dimenticato.

## Riscoperta e scavo

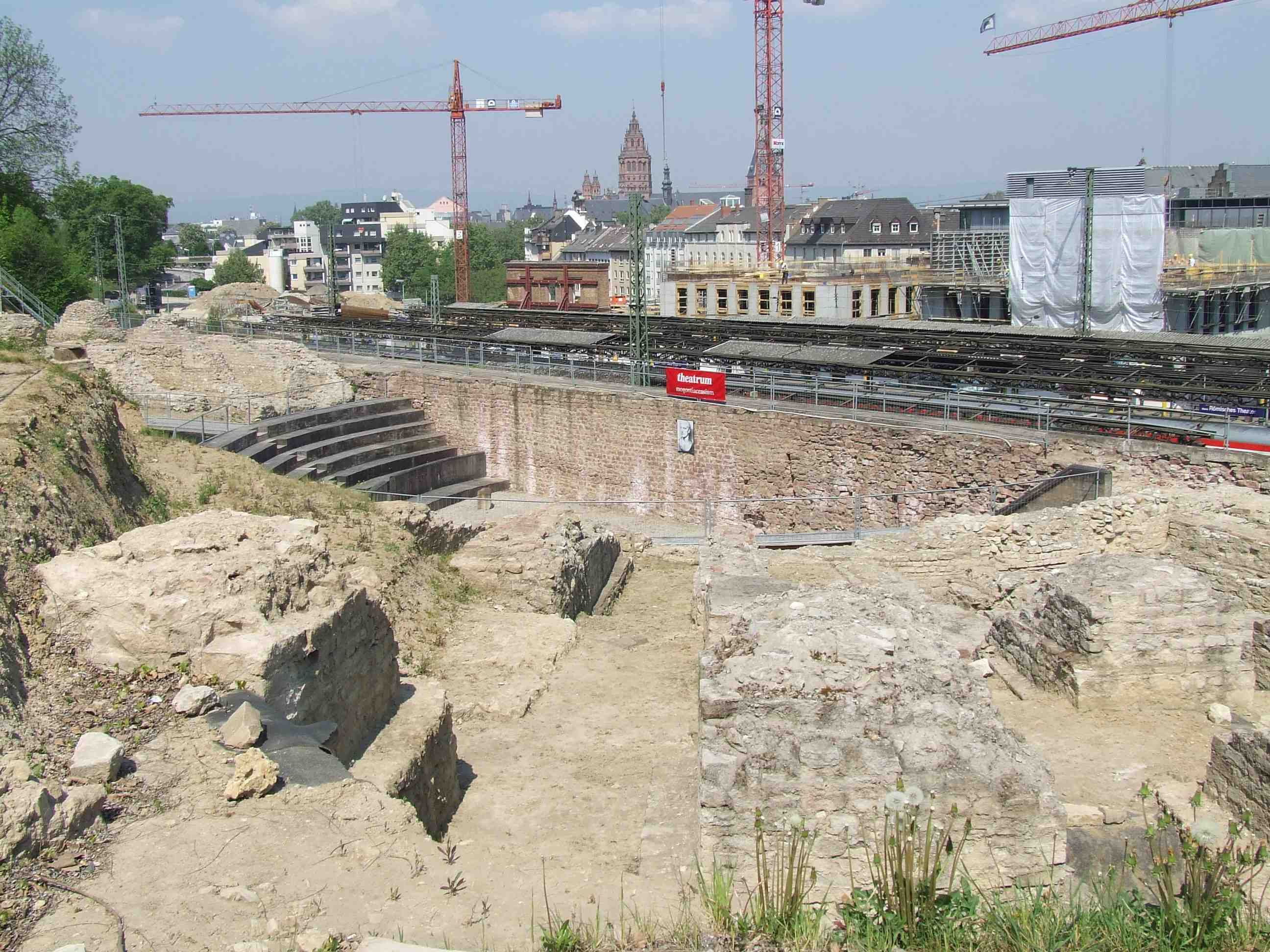
Stato dello scavo alla fine di aprile del 2007; costruzione della nuova stazione ferroviaria sullo sfondo.

Le fondamenta del palcoscenico furono trovate nel 1884 durante la costruzione della ferrovia e furono registrate prima di essere demolite per lasciare il posto ai binari e alle piattaforme della stazione sud (ora la stazione del teatro romano di Magonza), ma i reperti non vennero collegati al teatro perduto da tempo. Nel 1914, quando furono scoperti ulteriori resti, durante la costruzione di un canale, lo storico dell'arte Ernst Neeb identificò i resti come parte di un edificio del teatro romano. Uno scavo esplorativo, nel 1916, sostenne la sua ipotesi, ma a causa della prima guerra mondiale, non fu possibile intraprendere ulteriori scavi. I resti rimasero coperti ancora una volta e vennero completamente dimenticati. 
Nel 1998, dopo diversi anni di pianificazione, diversi pilastri furono scoperti come parte di un primo sondaggio di prova. Dal 1999 sono stati intrapresi scavi generali della struttura, finanziati da sponsorizzazioni e donazioni con l'assistenza di volontari locali. 
Il teatro e i suoi dintorni, tra cui la vicina stazione ferroviaria e la cittadella, saranno ulteriormente rinnovati nel prossimo futuro. Secondo le previsioni verranno organizzatìi spettacoli musicali e teatrali nel teatro. Ci sono anche progetti per estendere l'area di scavo alla cittadella e per ricostruire parte del teatro.

## Anfiteatro
Molto probabilmente Mogontiacum aveva anche un anfiteatro. Per molto tempo non è stato possibile individuarlo in modo specifico, ma documenti storici e scavi suggeriscono che fosse situato a Zahlbach, vicino al chiostro di Dahlheim (non più esistente).  Nelle note del monaco di Magonza Siegehard (c. 1100), si parla delle rovine di un teatro a Zahlbach, che si diceva fosse stato usato per combattimenti di gladiatori e gare circensi.  In Alten Geschichte von Mainz di padre Joseph Fuchs, l'anfiteatro è collocato in un altro sito, tra la moderna Innenstadt e Hechtsheim. Ci sarebbe stato un grande semicerchio in cui sarebbero stati trovati resti di pilastri.  Finora, tuttavia, mancano prove archeologiche per entrambi i siti. L'esistenza di un anfiteatro è affermata solo indirettamente, attraverso segni come le dediche dei gladiatori.